# テオドール・エードラー・フォン・レルヒ
テオドール・エードラー・フォン・レルヒ（ドイツ語: Theodor Edler von Lerch, 1869年8月31日 - 1945年12月24日）は、オーストリア＝ハンガリー帝国の軍人。最終階級は陸軍少将。日本で初めて、本格的なスキー指導をおこなった人物である。
訪日時は少佐で、少佐の時にスキーを日本に伝えたため、日本国内では一般的には「レルヒ少佐」と呼ばれる。後に中佐に昇格したあと日本各地を回ったため、北海道などでは「レルヒ中佐」と呼ばれる。
西ドイツで国防相、追放者・難民・戦災者相、ドイツ連邦議会議長を務めたカイ＝ウヴェ・フォン・ハッセルは母方の甥にあたる。

## 経歴

### 出世とスキー
1869年、オーストリア＝ハンガリー帝国を構成しているハンガリー王国北部のプレスブルク（現スロバキアの首都ブラチスラヴァ）にて、軍人の家庭に生まれる。幼少期の愛称は「テオ」。10歳の時、福音学校に入学。それから3年後、家族はプラハに移るが、レルヒは一人ウィーンのギムナジウムに転学する。それから3年後、家族のいるプラハへ行き、ドイツ系ギムナジウムに転学。生活態度は極めて真面目で、3年間首席を通した。

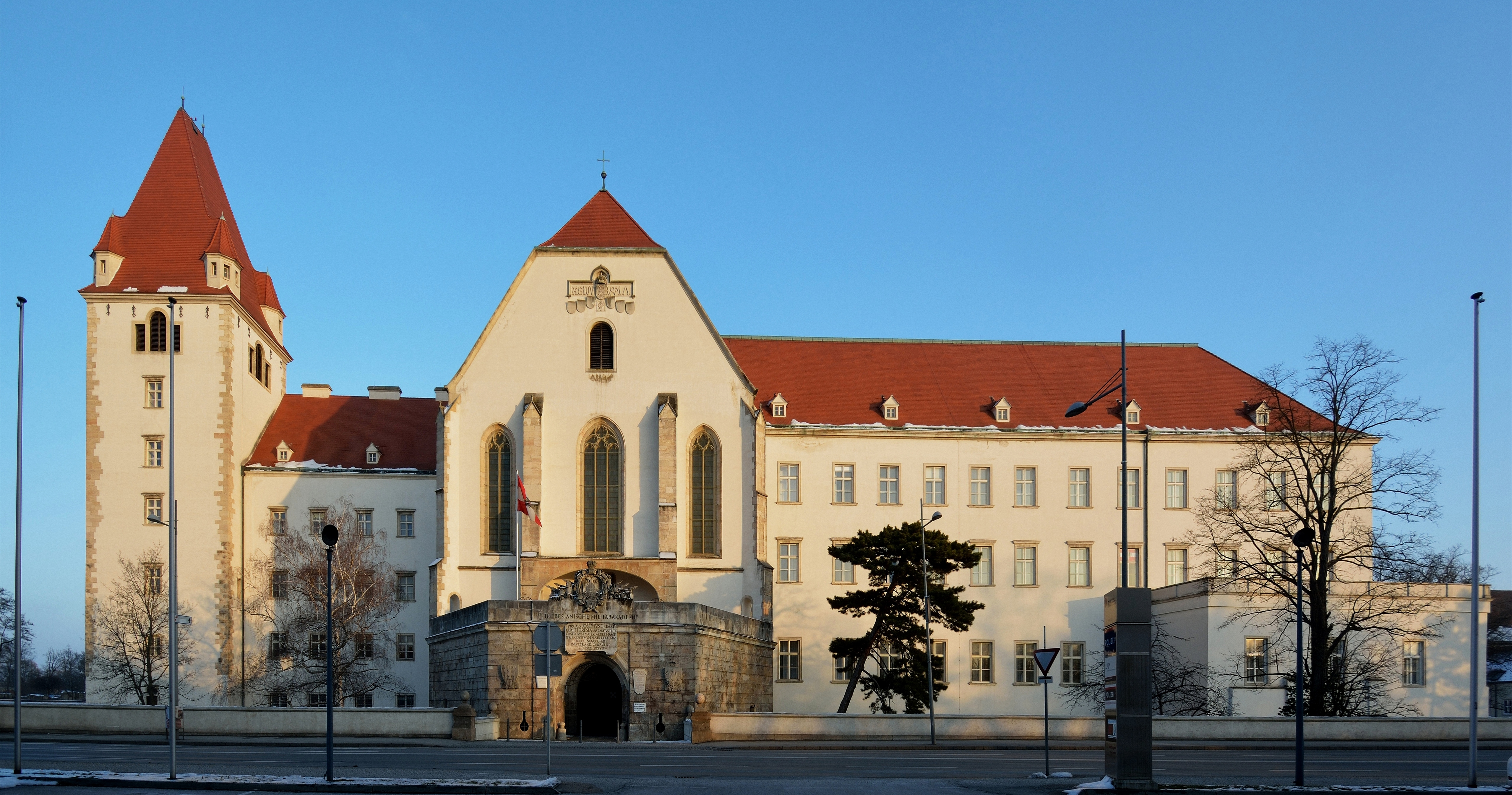
テレジア士官学校

1888年、ウィーナー・ノイシュタットのテレジア士官学校に入学し、1891年少尉に任官。奇遇にも、父が勤務していたプラハの歩兵第102連隊に配属先された。配属当初から知的才能、責任感、知識、指導力に秀で、上官や部下への人当たりもよく、勤務評定で高い評価を得ていた。1894年10月、士官学校の幕僚育成コース試験に合格。教育課程修了後、チェルノヴィッツの第58歩兵旅団附参謀、レンベルクの第11歩兵師団附参謀、マロシュヴァーシャールヘイの第62歩兵旅団第5分遣中隊附を経て、1900年インスブルックの第14軍司令部附参謀となった。山岳地帯の同地で、ビルゲリー大尉が行っていたスキー訓練に興味を持つようになる。

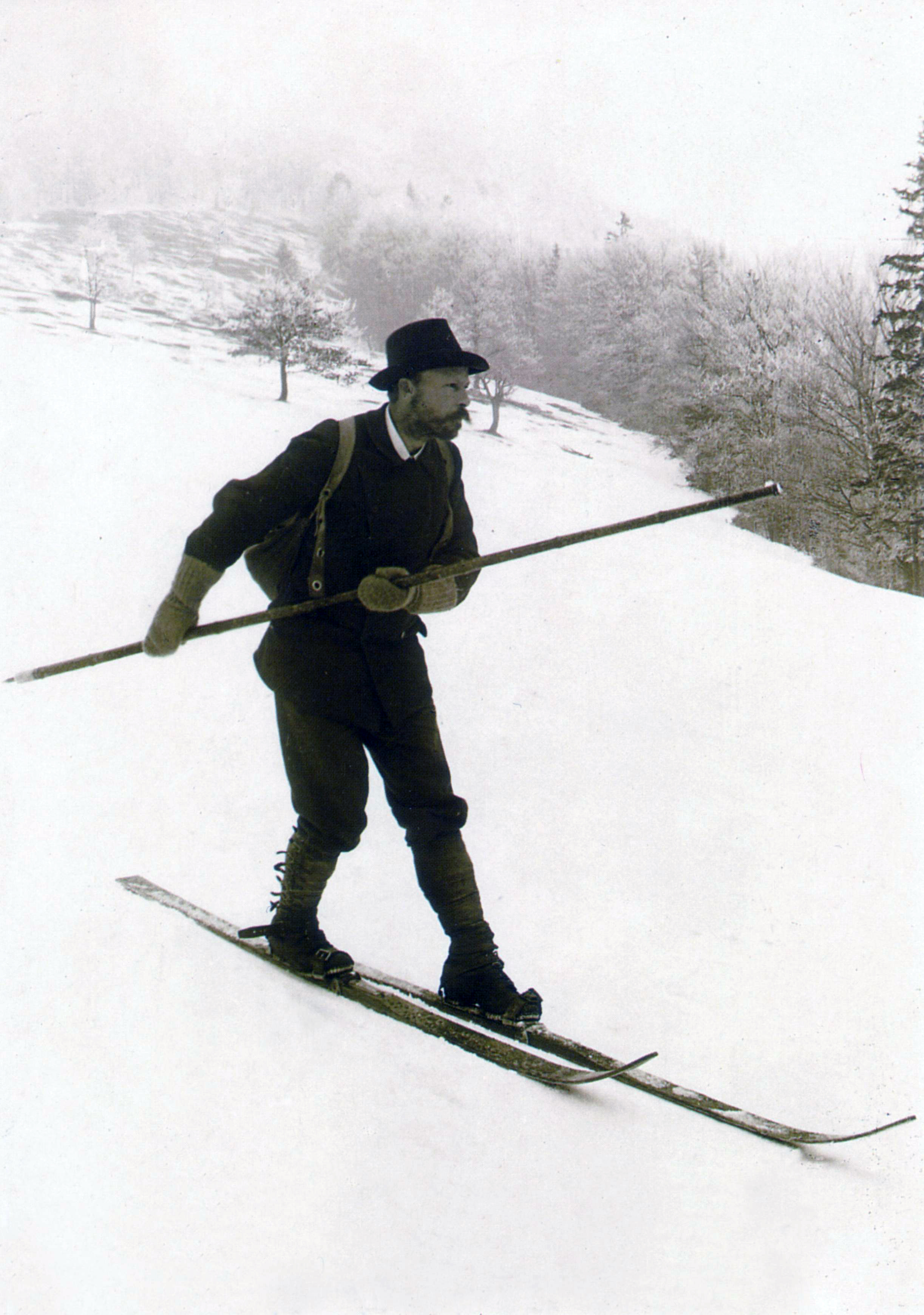
スキーをするマティアス・ツダルスキー

1902年11月、戦争大臣の交代とともに、戦争省参謀本部作戦行動班附に抜擢される。12月、アルペンスキーの創始者マティアス・ツダルスキーに師事。1903年になると南チロルでの国境警備に派遣された。この環境はレルヒにとってスキーの研究に絶好の地であり、戦争省の建物が道を挟んでアルペンスキークラブ事務所と隣り合っていたことも、レルヒがスキーにさらなる情熱を燃やす要因となった。
ツダルスキーは市民のみならず軍隊にもスキーの重要性を説いており、1890年代から一部の部隊に指導を行っていた。しかし、当時の軍内部ではスキーを娯楽と考える意見が多数派で、導入に懐疑的だった。
そんな中、1906年2月、シュタイアーマルク西南部ムーラウで山岳演習を行っていた騎兵部隊が雪崩に遭遇。スキーを使って救出に参加したレルヒは、軍高官と接点の多い参謀本部附という自身の立場を利用し、直接的に、あるいは友人知人を介してスキーの重要性を軍高官らに説いて回った。参謀総長フランツ・コンラート・フォン・ヘッツェンドルフ中将は彼の働きに応え、スキーの導入を正式に決定。1908年2月、チロル地方のベックシュタイン山麓で最初の軍隊によるスキー講習会が開催され、レルヒは講師として献身的に指導に加わった。

### 来日

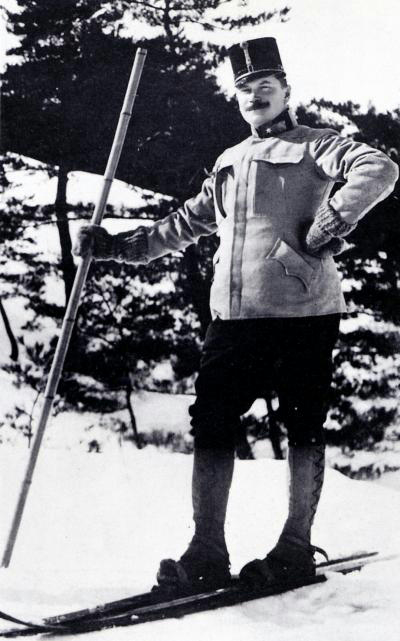
1911年（明治44年）1月12日

日露戦争でロシア帝国に勝利した日本陸軍の研究のため、1910年11月30日に交換将校として来日。八甲田山の雪中行軍で事故をおこしたばかりだったこともあり、日本陸軍はアルペンスキーの創始者マティアス・ツダルスキーの弟子であるレルヒのスキー技術に注目。その技術向上を目的として新潟県中頸城郡高田（現在の上越市）にある第13師団歩兵第58連隊（第13師団長・長岡外史、歩兵第58連隊長・堀内文次郎）の営庭や、高田の金谷山などで指導をおこなった。
1911年（明治44年）1月12日に歩兵第58連隊の営庭を利用し鶴見宜信大尉ら14名のスキー専修員に技術を伝授したことが、日本での本格的なスキー普及の第一歩とされている。また、これにちなみ毎年1月12日が「スキーの日」とされている。4月にはエゴン・フォン・クラッツァー（クラッセルとも、Egon Edler von Kretzer）とともに富士山でスキー滑降を行う。
1912年2月、北海道の旭川第7師団へのスキー指導のため旭川市を訪問。4月15日21時30分、北海道でのスキー訓練の総仕上げとして羊蹄山に登るため倶知安町に到着。16日午前5時の出発を予定していたが、雨のため1日延期し17日に羊蹄山登山を行い、また羊蹄山の滑走も行った。レルヒの羊蹄登山には小樽新聞・奥谷記者も同行している。
明治天皇の崩御間もない10月21日、レルヒは日本各地の旅行に出た。下関から箱根、名古屋、伊勢、奈良、京都、広島を回り、下旬に門司港から朝鮮半島へ向かった。その後日本から中華民国に渡り満州、北京、上海へ、さらにイギリス領香港を経て12月にイギリス領インド帝国の演習を観戦した後、年明けの1913年1月に帰国した。
なお、レルヒは1本杖、2本杖の両方の技術を会得しており、日本で伝えたのは杖を1本だけ使うスキー術である。これは、重い雪質の急な斜面である高田の地形から判断した結果である。なお、ほぼ同時期に普及した札幌では、2本杖のノルウェー式が主流となっていた。1923年に開催された第一回全日本スキー選手権大会では、2本杖のノルウェー式が圧倒。レルヒが伝えた1本杖の技術は急速に衰退した。

### 帰国、そして戦争
帰国後は戦争省附を経てメッツォロンバルドの第14師団隷下第4混成山岳連隊第1大隊長、スクタリの歩兵第87連隊分遣隊長を任ぜられる。
オーストリアがセルビアに宣戦布告したことで勃発した第一次世界大戦では新設された第17軍参謀長に任ぜられ、ワルシャワに派遣。ロシア帝国陸軍と交戦するも物量に勝る敵に後退を余儀なくされ、1年間カルパティア山脈に留まる。1年後の3月、ガリツィアの戦闘で大敗。8月にはブレスト＝リトフスク（現ブレスト）まで盛り返すも、再度反撃を受けシュトルフィーまで後退。16年3月以降は南に派遣され、イゾンツォにてイタリア王国と交戦。その後は同盟関係にあるドイツ帝国陸軍軍集団「ループレヒト王太子」（de）に出向となり西部戦線に帯同しフランドル地方などを転戦したが、詳細は不明。この戦線での負傷により退役を余儀なくされた。
退役後、貿易会社を立ち上げ業務取締役の役職に就くが、わずか1年で役職から身を引く。以降はチロル地方での勤務や日本への旅行を題材に、講演活動などを中心とした生活を送った。満州事変勃発後の1932年、戦争省でのキャリアを活かし「オーストリア軍事新聞」などの軍事誌に極東情勢を中心とした記事や論文を寄稿し、軍事専門家として活動する。しかし敗戦国であるため軍事恩給もなく、その暮らしは財政面でかなり苦しかったという。
1945年12月24日、連合軍による軍政期中のオーストリアで糖尿病のため死去。76歳没。ウィーンの共同墓地に葬られた。
現在、新潟県上越市高田の金谷山には日本スキー発祥記念館が設置され、レルヒの業績を伝えている。また毎年2月上旬に「レルヒ祭」をはじめとした各種記念イベントが開かれている。2010年はレルヒが日本にスキーを持ち込んで100年になることもあり、11年にかけて各種記念事業が開催された。

金谷山スキー場より市街地を見下ろすレルヒ像 作：戸張幸男
旭川空港に設置されているレルヒの銅像 作：北村善平
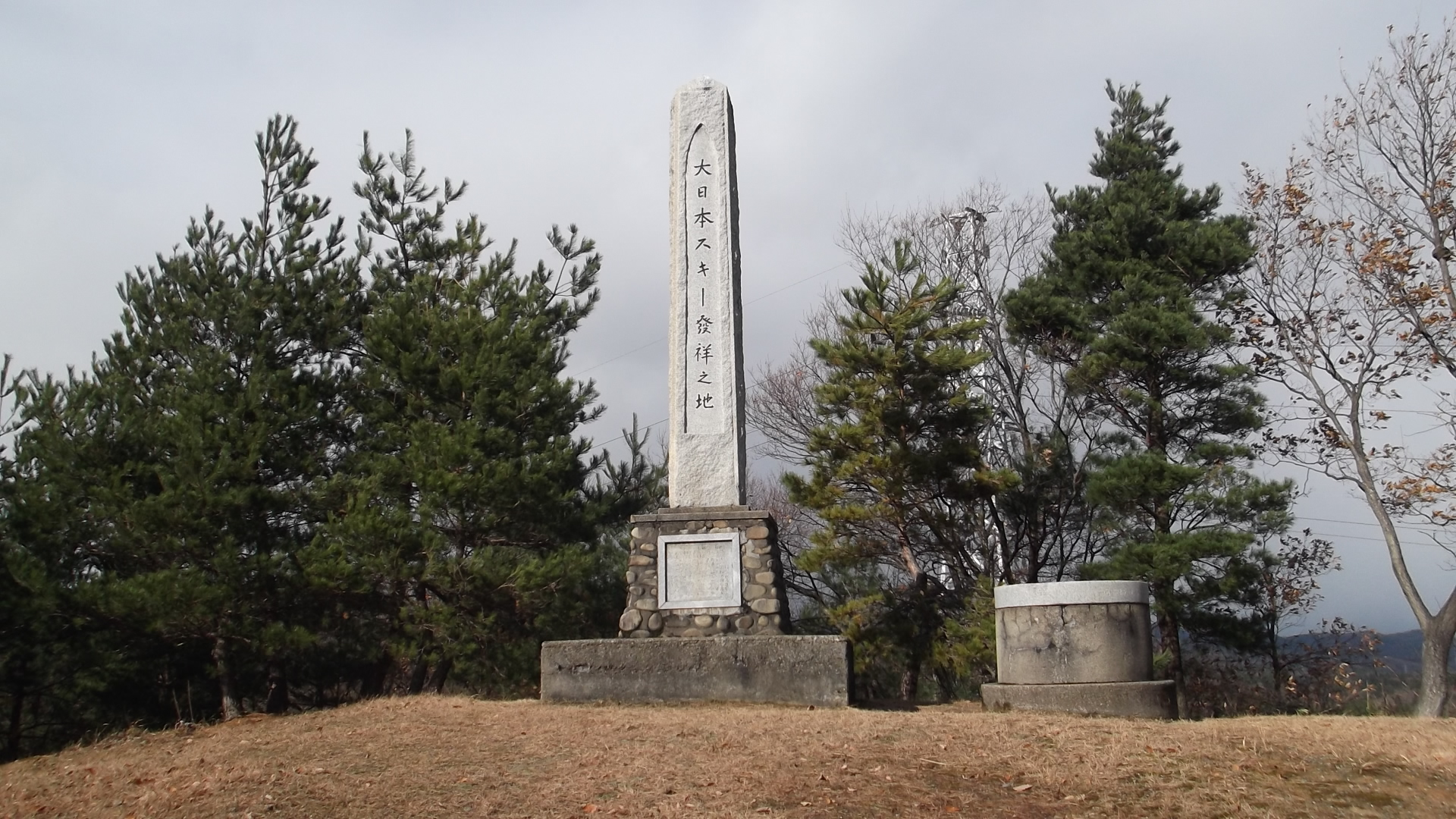
「大日本スキー発祥之地」記念碑（新潟県上越市金谷山スキー場）
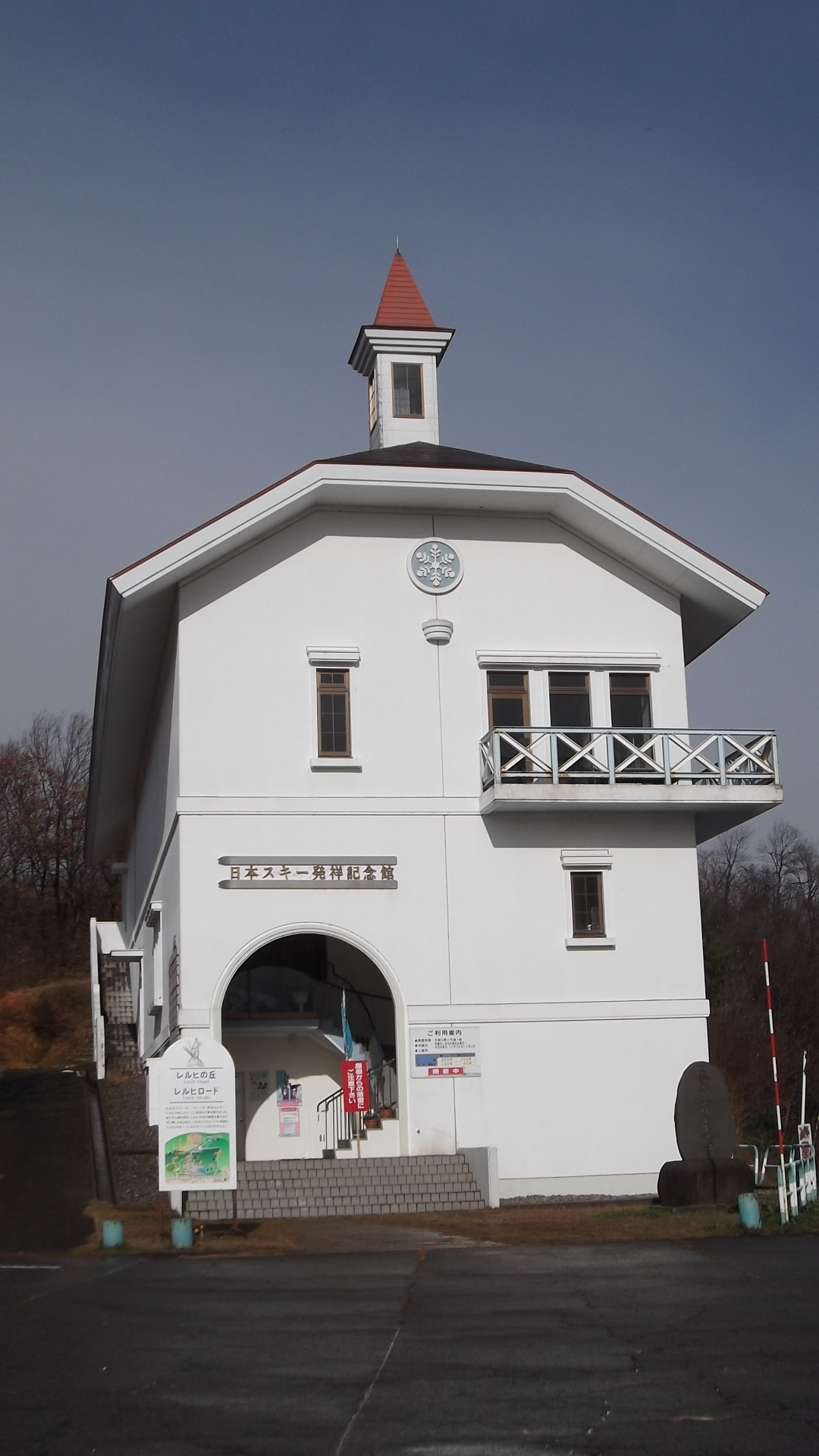
日本スキー発祥記念館（新潟県上越市金谷山）

## 年譜
以下、オーストリア軍公式HPなどより翻訳。
- 1879年 - 福音学校に入学
- 1882年 - ウィーンのギムナジウムに転学
- 1885年 - ドイツ・ギムナジウムに転学
- 1888年 - テレジア士官学校入学
- 1891年10月 - 少尉、歩兵第102連隊附
- 1895年 - 中尉
- 1896年 - 歩兵第58旅団附参謀
- 1897年 - 第11歩兵師団本部附参謀
- 1898年 - 2級大尉、第62歩兵旅団第5分遣中隊附
- 1900年 - 1級大尉、第14軍司令部附
- 1902年11月 - 戦争省参謀本部作戦行動班附
- 1908年 - 少佐
- 1910年
  - 9月26日 - トリエステ発
  - 11月30日 - 横浜到着
- 第13師団長の長岡外史と共に1911年 - 中佐
- 1912年10月 - 門司港出発
- 1913年
  - 1月 - 戦争省附

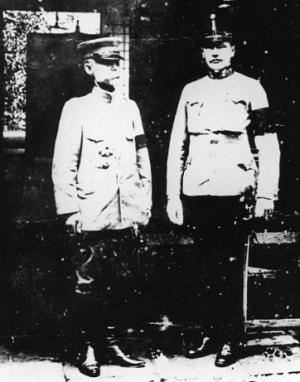
第13師団長の長岡外史と共に

  - 5月1日 - 第4混成山岳連隊第1大隊長
- 1914年 - 大佐、歩兵第87連隊分遣隊長
  - 6月 - 第17軍参謀長
- 1917年8月 - 第20山岳旅団長
- 1918年
  - 6月18日 - 第1/19歩兵師団長（sl）（〜7月18日）[11]
  - 7月 - 第93歩兵旅団長
  - 10月 - 少将、軍集団「ループレヒト王太子」附
- 1919年1月1日 - 退役
- 1920年7月 - 貿易会社オストラント設立（30年2月11日解散[9]）
- 1922年3月27日 - イルマ夫人と結婚
- 1932年 - 「オーストリア軍事新聞」にて記事の執筆を始める
- 1938年7月 - 軍事雑誌「軍事技術と科学」にて記事の執筆を始める

## 栄典
- 新潟県体育協会体育功労賞[12]

## 人物像
- 生粋のスポーツマンで、スキーのみならず、水泳、サイクリング、スケート、登山と何でもこなした。スキーよりスケートの方が上手だったとの説もある[13]。また、芸術にも秀で、絵画を嗜んだ。現在、上越市はレルヒの描いたオーストリアの山々や町並みなどの水彩画約50点を所蔵している[14]。
- 母語のドイツ語のほかオーストリア＝ハンガリー帝国の諸民族が使用しているチェコ語、マジャル語、イタリア語にフランス語、英語、ロシア語の6ヶ国語が話せた。これらはそれぞれ配属先で身に付けたものである[3]。日本語も来日時に少しだけ習得した。
- 1930年（昭和5年）、高田に「スキー発祥記念碑」が建立されたとき除幕式に招待されたが、身体の具合が思わしくなく財政的に厳しいという理由で来日を断った。そんな窮状を知った日本の有志らが協力して見舞金を集め、同年、当時の金額で1600円（2017年現在の貨幣価値で600〜800万円相当）をレルヒに寄付した。そのお礼にレルヒからは、礼状とともに自筆の油絵と水彩画が贈られた[10]。

## 家族
4人兄妹の長男。長らく独身で、1922年3月27日、53歳にしてイルマ夫人と結婚。日本にやってきた時から思い続けており、実に12年かけての成就である。夫人は前夫との間にできた2人の女児を連れており、彼女らと弟妹の子孫は現在でも上越市と交流を続けている。
- 父：ルートヴィヒ - 陸軍大佐、チェコ北部ボヘミア出身。1903年死去
- 母：クララ - 旧姓トールマン（ Thormann）。ドイツ北部出身、父が軍人。1917年死去
- 長弟：フリードリヒ（ドイツ語版） - 物理学者。1947年死去
- 次弟：クリスティアン - 電気技師、子孫はアメリカ合衆国ミネソタ州に移住
- 妹：マグダレーネ - 芸術家。1938年死去
- 妻：イルマ - ルーマニア貴族出身。1976年1月16日死去、享年99
- 次女：ヘラ - イギリスに移住、2004年8月死去、享年94
- 叔母：エリーゼ・ヘレネ・フォン・ハッセル - 旧姓トールマン、母の姉。ドイツ陸軍中将フリードリヒ・フォン・ハッセル（英語版）と結婚
- 従兄弟：テオドール・フォン・ハッセル（英語版） - ドイツ陸軍大尉。農場を経営。
- 甥：カイ＝ウヴェ・フォン・ハッセル - 国防相、追放者・難民・戦災者相、ドイツ連邦議会議長

## ゆるキャラ レルヒさん
2009年、翌年にスキー発祥100周年となる事を記念して行われる新潟県観光キャンペーンのキャラクターとして誕生。レルヒ少佐を模したゆるキャラである。
キャラクターデザインは、観光キャンペーンのコンペで案が採用された株式会社タカヨシと繋がりのある外注デザイナーによるもの。キモカワイイをウリにして評判を呼んでおり、ストラップが完売するなどグッズの販売も好調である。
100周年記念キャンペーン終了後は、「元祖スキー天国新潟」をキャッチフレーズとした新潟県PRキャラクターとして活躍しており、日本国内各地へ宣伝に出掛けている。2011年末には、JR東日本管内の各駅にて宣伝ポスターが掲出された。
また、2012年2月に新潟市内在住の小学生女子3人組からなるユニット「シュプール音楽隊」によるCD「レルヒさんのうた」が県内各地のショップで販売された。
ゆるキャラグランプリには初回から参加している。第1回（2010年）は携帯投票部門で4,874票を獲得し15位。第2回（2011年）は90,569票で10位となった。
2012年6月20日フジテレビ・笑っていいともに出演、ゆるキャラのキャッチフレーズを決めるコーナーで太田光提案の『マリオの親戚』に決定。
2012年7月にはハウスウェルネスフーズのドリンク「C1000」のキャンペーンキャラクターとなっている。これは以前放映された「C1000」のTVCMに登場する「黄色い服装の鼓笛隊のおもちゃ」がレルヒさんにしか見えないという視聴者のtwitterでのツイートが元になっている。
2014年製作のアニメ『ロボットガールズZ』第6.5話（BD/DVD第2巻特典映像）にゲストキャラとして出演。声は稲田徹が演じる。

## 文献
- テオドール・エードラー・フォン・レルヒ（中野理訳）『明治日本の思い出　日本スキーの父の手記』中外書房、1970年。
- 長岡 忠一『日本スキー事始め―レルヒと長岡外史将軍との出会い』ベースボール・マガジン社、1989年。ISBN 9784583027234。
- 中浦皓至、レルヒの会『日本スキー・ほんとうの源流 : 明治・大正時代の高田 : レルヒの指導から100年』レルヒの会、2010年。
- 飯坂友佳子『あの娘がスキーをはいたなら (あいつが魔法使い!に収録)』小学館、1990年。ISBN 9784091331236。